# Колиивщина (фильм)
«Колиивщина» (укр. Коліївщина) — советский художественный фильм, снятый режиссёром Иваном Кавалеридзе по собственному сценарию.
Экранизация поэмы «Гайдамаки» Тараса Шевченко. Фильм был отснят Иваном Кавалеридзе в 1931 году, но по идейным соображениям вышел на экраны страны в октябре 1933 года.
«Колиивщина» — не первый фильм Кавалеридзе, но именно эта лента принесла ему славу знаменитого украинского режиссера.

## Сюжет
В фильме показана борьба украинской бедноты против польской шляхты и местных феодалов в XVIII веке. В 1768 году на Правобережной Украине началось восстание гайдамаков из числа православного крестьянского и казацкого населения против произвола феодалов и польской шляхты, которое завершилось жестокой расправой русскими карательными экспедициями.

## В ролях
- Александр Сердюк — Семён Неживой, гончар
- Даниил Антонович — Максим Зализняк
- Иван Марьяненко — Иван Гонта
- С. Шклярский — пан Потоцкий
- Фёдор Радчук — пан Хичевский
- В. Спешинский — пан Сирко
- Яков Либерт — посессор, эконом, управляющий пана Сирка
- Василий Красенко — Крыга
- Н. Шейнберг — шинкарь
- Полина Нятко — Оксана, невеста Семёна
- Евдокия Доля — мать Оксаны
- Иван Твердохлеб — Ивась
- Натан Зархи — Мошка
- Николай Надемский — поп Дионисий
- А. Савельев — генерал Кречетников
- Северин Панькивский — князь Младонович, губернатор Умани
- Анна Борисоглебская — Уляна, мать Семёна (нет в титрах)
- Марьян Крушельницкий — польский пан
- Иван Маликов-Эльворти — эпизод
- Алексей Харламов — старик-крестьянин (нет в титрах)
- Дмитрий Кадников — офицер (нет в титрах)
- В. Поддубный — крестьянин (нет в титрах)

## Съёмочная группа
- Режиссёр — Иван Кавалеридзе
- Сценарий — Иван Кавалеридзе
- Операторы — Николай Топчий
- Художник: Милиция Симашкевич
- Композиторы — Павел Толстяков, Василий Верховинец
- Звукооператор — Л. Канн
- Директор картины — Б. Чацкий

Новая редакция фильма вышла в 1968 году.